# 송봉주
송봉주는 대한민국의 가수이다. 1인 포크 프로젝트 ‘풍경’으로 활동하다가 2001년에 포크 그룹 ‘세발자전거’의 강인봉, 김형섭과 함께 자전거 탄 풍경을 결성했다. 2004년에 음악적 견해 차이로 자전거 탄 풍경을 탈퇴하고 다시 ‘풍경’으로 활동했다. 그러던 중 2011년 무대에서 떨어져 다친 강인봉에게 문병을 간 것을 계기로 자전거 탄 풍경을 재결합해 지금까지 활동하고 있다.